# 永田俊也
永田 俊也（ながた としや、1963年 - ）は、日本の小説家。
神奈川県横浜市生まれ。慶應義塾大学文学部卒。慶應義塾職員を経て独立。2004年、女性漫才コンビを描いた「ええから加減」で第84回オール讀物新人賞受賞（受賞作は『落語娘』に収録）。「ええから加減」は藤山直美・高畑淳子主演で舞台化、「落語娘」は、中原俊監督、ミムラ主演で2008年に映画化された。

## 著書
- 『シネマ・フェスティバル』講談社、2004
- 『落語娘』講談社、2005 のち文庫（「落語娘」「ええから加減」収録）
- 『カウント19』講談社、2007
- 『泥棒兵士のホームステイ』講談社、2008
- 『県立コガネムシ高校野球部』文藝春秋、2010 のち文庫
- 『星になるには早すぎる』文藝春秋、2013

## 参考
- [ISBN 978-4-16-780152-6]

| スタブアイコン | サブスタブ | この項目は、まだ閲覧者の調べものの参照としては役立たない、人物に関連した書きかけの項目です。この項目を加筆・訂正などしてくださる協力者を求めています（P:人物伝/PJ:人物伝）。 |